# Ministère des Postes et Télécommunications (Liberia)
Pour les articles homonymes, voir Ministère des Postes et Télécommunications.
Le Ministère des Postes et Télécommunications (en anglais (en) : Ministry of Posts and Telecommunications) est responsable du service postal de la nation et de superviser le secteur des technologies de l'information et des communications au Liberia, il est désigné pour remplir les obligations découlant de l'adhésion à la Convention de l'Union Postale Universelle.

## Réglementation
Le ministère des Postes et Télécommunications détermine le cadre politique et
assure les fonctions de régulateur et d'opérateur.

## Activités
Le service postal universel comprend les services postaux fournis à tous les pays et territoires
ayant un accès adéquat par route. Il est constitué des services suivants:
- les ventes de timbres, les envois postaux (courrier recommandé);
- colis postaux, magasin postal;
- services financiers à venir.